# NGC 5344
NGC 5344 est une galaxie lenticulaire relativement éloignée et située dans la constellation de la Petite Ourse. Sa vitesse par rapport au fond diffus cosmologique est de 9 056 ± 31 km/s, ce qui correspond à une distance de Hubble de 131,6 ± 9,4 Mpc (∼429 millions d'al). NGC 5344 a été découverte par l'astronome américain Lewis Swift en 1886.

## NGC 5344, une paire de galaxies?
Lorsqu'on cherche la NGC 5344 sur la base de données NASA/IPAC, on obtient comme réponse une paire de galaxies et très peu de renseignements. Pour obtenir les caractéristiques de cette galaxie, on doit utiliser comme critère de recherche la désignation PGC 49085 ou encore NGC 5344 NED01. Mais, est-ce que NGC 5344 est réellement une paire physique de galaxies. La réponse est sans aucun doute non.
La galaxie près de NGC 5344 à l'ouest est désignée comme LEDA 2759080 par la base de données Simbad. Les coordonnées indiquées par Simbad sont 13h 50m 02,2s et 73° 57′ 01″. L'objet situé à ces coordonnées sur la base de données NASA/IPAC est désigné comme étant WISEA J135002.27+735701.1. Il s'agit de la même galaxie. La distance de Hubble de cette dernière est égale à 179,70 ± 12,58 Mpc (∼586 millions d'al). Cette galaxie est donc à plus de 150 millions d'années-lumière de NGC 5344. Ces deux galaxies forment donc une paire purement optique et non une paire physique.